# Go-Suzaku
Go-Suzaku byl v pořadí 69. japonským císařem, panoval v letech 1036-1045. Narodil se 14. prosince 1009, zemřel 7. února 1045. jeho osobní jméno bylo Acunaga/Acujoši.
Go-Suzaku byl synem císaře Go-Ičidžóa a Šóši či Akiko Fudžiwary, dcery regenta Mičinagy Fudžiwary. Dva císařovi synové se později stali japonskými císaři. Vládli pod jmény Go-Reizei a Go-Sandžó.
| Japonští císaři       | Japonští císaři     | Japonští císaři     |
| --------------------- | ------------------- | ------------------- |
| Předchůdce: Go-Ičidžó | 1036–1045 Go-Suzaku | Nástupce: Go-Reizei |